# Opuzen
Opuzen (wł. Forte Opus) – miasto w Chorwacji, w żupanii dubrownicko-neretwiańskiej, siedziba miasta Opuzen. W 2011 roku liczyło 2729 mieszkańców.

## Charakterystyka
Jest położony w Dalmacji, na lewym brzegu Neretwy (12 km od jej ujścia do Morza Adriatyckiego), 10 km na południowy zachód od Metkovicia. Od 1941 roku ma dostęp do sieci kolejowej.
Miejscowa gospodarka oparta jest na rolnictwie (uprawie mandarynek, winogron, oliwek, olejarstwie), rybołówstwie i uprawie kwiatów.
Na terenie Opuzenu znajdują się ruiny weneckiej twierdzy Fort Opus.